# Massat
Massat är en kommun i departementet Ariège i regionen Occitanien i södra Frankrike. Kommunen ligger  i kantonen Massat som ligger i arrondissementet Saint-Girons. År 2022 hade Massat 741 invånare.

## Befolkningsutveckling
Antalet invånare i kommunen Massat
Referens: INSEE